# Chồn xám nhỏ
Chồn xám nhỏ (danh pháp hai phần: Galictis cuja) là một loài động vật có vú trong họ Chồn, bộ Ăn thịt. Loài này được Molina mô tả năm 1782. Tên gọi quốc tế của hai loài cùng thuộc chi này là grison. Grison là tên gọi xuất phát từ tiếng Pháp cổ vào thế kỷ 18, danh từ gris, nghĩa là màu xám.

## Hình ảnh

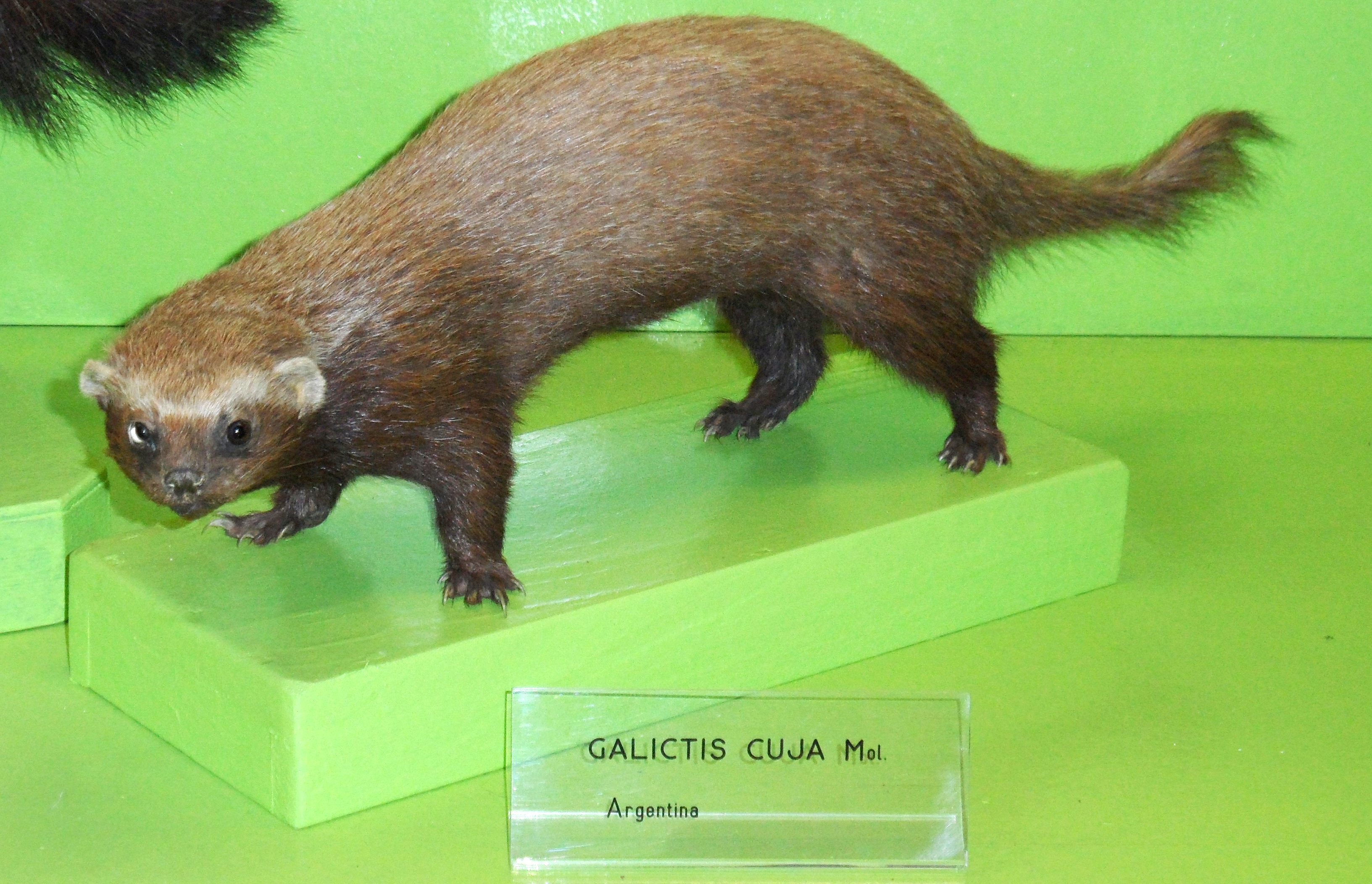